# Возвращение героя
«Возвраще́ние геро́я» (англ. The Last Stand — «Последний рубеж») — американский боевик южнокорейского режиссёра Кима Чжи Уна, его дебют в голливудском кино. В главных ролях — Арнольд Шварценеггер и Форест Уитакер. Слоган картины: «Спокойная жизнь не для него».
Это была первая главная роль Арнольда Шварценеггера после «Терминатора 3: Восстание машин» в 2003 году. В фильме шериф Рэй Оуэнс небольшого городка и его помощники должны остановить опасного наркобарона, сбежавшего в Мексику на модифицированном спортивном автомобиле Chevrolet Corvette C6 ZR1.
Съёмки проходили в Белене, Нью-Мексико и Неваде в конце 2011 года. Премьера в США состоялась 18 января, в России — 21 февраля 2013 года. Фильм получил неоднозначные отзывы критиков и собрал в мировом прокате 48,3 миллиона долларов при бюджете в 45 миллионов долларов. 

## Сюжет
Рэй Оуэнс (Арнольд Шварценеггер) — шериф тихого городка Соммертон Джанкшен на границе США и Мексики, много лет назад ушедший из Департамента полиции Лос-Анджелеса после операции, в ходе которой был перехвачен большой груз наркотиков, но погибли семь его сослуживцев.
В выходной день большая часть населения городка, включая официальных лиц и представителей силовых структур, отправляется в соседний город, чтобы поддержать выступление футбольной команды городка. В городе остаётся минимум населения, большей частью старики, включая шерифа, который взял выходной, но остался в городе.
В ночь на следующий день, во время проводимой ФБР спецоперации по перевозке на казнь смертника, происходит организованный сообщниками побег из-под стражи известного наркобарона, главы картеля в третьем поколении и бывшего гонщика Габриэля Кортеса (Эдуардо Норьега), который после побега, за рулём угнанного тюнингованного Chevrolet Corvette ZR1 со своей помощницей из числа сотрудников ФБР, стремится прорваться в Мексику. Путь для машины босса результативно прокладывают группы прекрасно вооружённых и экипированных сообщников. Понимая затруднения пересечения границы через существующий пограничный пост, Кортес намерен пересечь границу экстравагантным способом: на узком месте, через каньон, по которому проходит американо-мексиканская граница, группой его сообщников переброшен штурмовой мост.
Для разворачивания моста, под видом съёмки фильма, заранее прибывшая группа сообщников Кортеса договаривается с местными фермерами об освобождении участков земли, прилегающих к границе в месте установки моста. Появление в ресторанчике городка подозрительных незнакомцев (выказавших тревогу при появлении шерифа) не осталось незамеченным Оуэнсом, но задержать их у него нет оснований. Ещё одной заминкой в плане сообщников стал принципиально несговорчивый фермер, которого преступники бесцеремонно застрелили. Смерть фермера повлекла собой череду событий, которая вылилась в ночную перестрелку вооружённой группы сообщников Кортеса с двумя молодыми помощниками шерифа Джерри Бейли (Зак Гилфорд) и Сарой Торранс (Джейми Александер), прибывших по следам преступников к месту разворачивания моста. Спешно прибывшими на выручку шерифу и его помощнику Майку Фигерола (Луис Гусман) удалось эвакуировать коллег, но раненый в результате перестрелки Джерри погибает от полученных ран.
После звонка федерального агента Баннистера (Форест Уитакер), руководившего неудачной операцией по перевозке Кортеса, шериф узнаёт от него фамилию беглеца и, как опытный (с 1988 года), пусть и бывший сотрудник отдела по борьбе с наркотиками, понимает всю серьёзность сложившейся обстановки. Не глядя на предложение своего помощника «всего разок» «отвернуться на полчаса, как будто нас нет» на время проезда наркобарона через город и тем самым остаться в живых, для принципиального шерифа этот вариант неприемлем. Пользуясь своим правом, он принимает на официальную службу в качестве помощников шерифа и привлекает к проведению операции по задержанию Кортеса друга убитого Джерри, Фрэнка Мартинеса (Родриго Санторо), ветерана, воевавшего в Ираке и Афганистане, бывшего дружка Сары. Фрэнк попал в участок за пьяную драку и был задержан на все выходные по распоряжению шерифа, однако он хочет помочь полицейским и отомстить за смерть друга.
За оружием полицейские приходят в оружейную лавку, местный «музей оружия», которым заправляет Льюис Динкам (Джонни Ноксвилл). Динкам соглашается помочь в обмен на получение значка помощника шерифа. Он делится с полицейскими эксклюзивными экспонатами из своего музея, в частности, пулемётом «Виккерс» (в русской озвучке — «Максим»).
Раскрытая группа сообщников Кортеса (установившая мост через каньон и уже вступившая в противоборство с шерифом и его людьми) по плану должна обеспечить беспрепятственный проезд своего босса через Соммертон Джанкшен (где в свою очередь готовится шериф со своими помощниками) и атакует город. В Соммертоне происходит перестрелка в стиле ковбойских фильмов. Группа бандитов погибает, но Кортес на автомобиле прорывается через город, направляясь к мосту. Шериф преследует его на красном Chevrolet Camaro ZL1, принадлежащем мэру города.
Апофеозом преследования становится противостояние на мосту между шерифом и главой картеля. Преступник предлагает шерифу «отступные», поднимая сумму с пяти до двадцати миллионов долларов. Однако шериф не соглашается брать взятку. В ходе рукопашной драки, которая затем переходит в ножевую, шериф арестовывает главу картеля и привозит его в город на красном Camaro и сдаёт в руки ФБР. При этом закованный в наручники преступник пешком плетётся за машиной, прыгая на единственной здоровой ноге (вторая нога пострадала во время ножевого боя). Габриэля сажают в тюремную машину вместе с полицейской-предательницей Эллен Ричардс (Генезис Родригес).
В финале фильма Фрэнк соглашается работать помощником шерифа вместе с Сарой, отношения с которой наладились во время боя в городе. Агент ФБР Джон Баннистер благодарит шерифа Оуэнса за отличную работу.

## В ролях
| Отряд Оуэнса: - Арнольд Шварценеггер — Рэй Оуэнс, шериф Соммертона - Луис Гусман — Майк Фигерола, помощник шерифа - Джейми Александер — Сара Торранс, помощник шерифа - Зак Гилфорд — Джерри Бейли, помощник шерифа, погибший в перестрелке - Родриго Санторо — Фрэнк Мартинес, друг погибшего Джерри и бойфренд Сары, задержанный/временный помощник шерифа - Джонни Ноксвилл — Льюис Динкум, директор музея оружия/временный помощник шерифа | Бандиты: - Эдуардо Норьега — Габриэль Кортес, влиятельный наркобарон, профессиональный гонщик - Генезис Родригес — Эллен Ричардс, агент ФБР/перебежчица - Петер Стормаре — Беррелл, руководитель группы, установившей мост, и впоследствии предпринявшей атаку на Соммертон | В эпизодах: - Гарри Дин Стэнтон — Парсонс, несговорчивый фермер - мэр Соммертона - Форест Уитакер — Джон Баннистер, руководитель спецоперации ФБР по перевозке и преследованию Кортеса - Дэниел Хенни — Фил Хайес, агент ФБР - Митчелл, агент ФБР, специалист по автомобилям - Макей, агент ФБР, застреленный Кортесом в переулке |

## Съёмки
В июне 2009 года Lionsgate Films и продюсер Лоренцо ди Бонавентура заранее купили сценарий Эндрю Кнауэра для его адаптации. Уже тогда сценарий включал в себя персонажа Эдуардо Норьеги Габриэля Кортеса, который сбегает из под ареста на Gumpert Apollo. Год спустя южнокорейский режиссер Ким Чжи Ун присоединился к проекту. Ди Бонавентура заявил, что Чжи Ун был приглашен, потому что он чувствовал, что в своей фильмографии он «придает глубину и богатство простым вещам». Ким, в свою очередь, заявил, что его привлек сюжет о «защите чего-то важного, каким бы маленьким оно ни было», и о том, как передовые технологии уничтожаются «аналоговыми способами». Писатель Джеффри Нахманофф также был привлечен для доработки сценария. Саму историю Ди Бонавентура сравнил с вестерном, в котором небольшой городок подвергается нападению коррумпированного землевладельца, а закаленный в боях ветеран пытается его остановить.
Первоначально Лиам Нисон рассматривался на роль главного героя, но после его отказа в 2011 году Lionsgate предложила проект Арнольду Шварценеггеру, который только что закончил свой срок полномочий на посту губернатора Калифорнии. Его кандидатура была окончательно утверждена в июле 2011 года. Актер заметил, что он считал «Возвращение героя» "совершенно иным для меня, пусть он и полон экшена, но мне предстоит сыграть парня, который очень эмпатичен к своей команде. И у нас будет много шуток, как и в «Правдивой лжи». Сначала Ким Чжи Ун опасался, такой громкой звезды, но когда они встретились и обсудили проект, то заметил, что они оба думали о персонаже Рэя Оуэнса в одном ключе, рассматривая его как обычного человека, а не как какого-нибудь «Терминаторо-подобного». Две недели спустя Lionsgate объявила дату выхода «Возвращения героя» — 18 января 2013 года, а фильм стал первой главной ролью Арнольда Шварценеггера за десять лет, после фильма «Терминатор 3: Восстание машин» (2003).
Съемки начались 17 октября 2011 года в Белене, Нью-Мексико и в Неваде. Соммертон должен был быть приграничным городом, и Чжи Ун также хотел, чтобы город представлял из себя обычный «маленький американский городок». В конечном итоге Белен был выбран из-за того, что там была заброшенная территория, которая могла была быть использованной для съёмок столько, сколько было нужно. Два существующих здания стали достопримечательностями Соммертона, местный отель и снесенное здание, которое стало закусочной. Шесть пустырей были заполнены декоративными фасадами, в которых художник-постановщик Франко-Джакомо Карбоне попытался смешать стили, чтобы усилить облик пограничного города с большой историей. Хотя изначально продюсеры хотели снимать в центре Лас-Вегаса, в конечном итоге они сошлись во мнении, что центр Альбукерке визуально схож, и решили снимать там, добавив Лас-Вегас-Стрип на заднем плане во время пост-продакшна. Городские съёмки снимлись с 6 вечера до 6 утра, в этом граффике съёмки фильма не мешали местным предприятиям. Чжи Ун стремился «создать уникальный облик и изменить стиль для каждого пространства», при этом хаотичная обстановка ФБР имела холодные тона и более элегантную атмосферу, а Соммертон имел «мирное ощущение маленького городка», подчеркнутое теплыми цветами, такими как желтый и оранжевый.
Учитывая, что у ди Бонавентуры был опыт работы с General Motors, в моменты работы над фильмах о Трансформерах, компания с радостью предоставила для съемок необходимые маслкары. Для побега Кортеса был выбран Chevrolet Corvette C6 ZR1, поскольку он рекламировался как «самый быстрый автомобиль при разгоне по прямой из когда-либо созданных». В конечном итоге, в качестве автомобиля, которым управлял Оуэнс во время погони, был предоставлен Camaro. Chevrolet предоставила семь автомобилей каждой модели, два из которых были возвращены в первозданном виде. Остальные претерпели различного рода модификации: некоторые имели автоматизированную систему вождения, встроенных сверху люков для сцен, снятых внутри автомобиля, другие были усилены для столкновений, а несколько в конечном итоге были установлены на риги — при этом Camaro перевозили установив его над Corvette, у которого были удалены все внутренности, чтобы сделать его легче. 24-акровое кукурузное поле за пределами Альбукерке было куплено, чтобы оно служило декорацией для кульминационной погони в конце, и это поле позже было добавлено на фоне сцен в Соммертоне. Сцена погони осложнилась снежной бурей, разразившейся незадолго до съемок, из-за которой земля стала грязной и по ней стало трудно ездить.
17 декабря 2011 года съёмки фильма были ненадолго прерваны, но 3 января 2012 года они продолжились. Процесс завершился 2 февраля 2012 года, а последующий постпродакшн продолжился в Лос-Анджелесе.

## Выпуск
Премьера «Последнего героя» состоялась 14 января 2013 года в Китайском театре Граумана. Фильм был выпущен в мировой прокат 17 января 2013 года, а в Северной Америке — на следующий день компанией Lionsgate Films.

## Приём

### Театральная касса
Фильм занял 9 место в свой дебютный уикенд, собрав 6,3 миллиона долларов. Его прокат в кинотеатрах завершился, собрав 12,1 миллиона долларов в Америке и 36,2 миллиона долларов в других странах, что в общей сложности составило 48,3 миллиона долларов. Lionsgate выпустила его на домашнем видео в США 21 мая 2013 года.

### Критический приём
Фильм был воспринят кинокритиками и зрителями неоднозначно, но в целом положительно. На Rotten Tomatoes рейтинг картины составляет 61% из 168 опрошенных критиков, которые дали фильму положительную оценку; средняя оценка составляет 5,8/10. Консенсус сайта гласит: «В нем нет ничего особенно выдающегося, но для поклонников Шварценеггера «Последний герой» обеспечивает совершенно нетребовательное развлечение». На Metacritic — 54 балла из 100 на основе 33 обзоров, что указывает на «смешанные или средние отзывы». CinemaScore — фирма, занимающаяся исследованием рынка, — проводила опрос зрителей на выходе из кинотеатра в течение открывающих выходных. Так, средняя оценка кинозрителей была «4» по пятибалльной шкале.
Ряд критиков отмечал явные параллели ленты с классическими вестернами, в частности, «Рио Браво» с Джоном Уэйном в главной роли. Сам постановщик Ким Чжи Ун — поклонник этого киножанра. По словам критика Entertainment Weekly Оуэна Глейбермана, «картина намного лучше, чем ее представляют рекламные ролики. Это первоклассный фильм категории B, достойный сравнения с такими стильно низкими, умными и глупыми, гипержестокими развлечениями, как триллер с Куртом Расселом 1997 года «Авария», печально известная полицейская бойня Клинта Иствуда «Сквозь строй», оригинальный фильм Джона Карпентера «Нападение на 13-й участок» и недооцененный фильм Арнольда 1986 года «Без компромиссов». Шварценеггер демонстрирует сдержанную и брутально харизматичную игру, которая восстанавливает его достоинство как звезды. Он доказывает — и это последнее, чего я ожидал, — что есть жизнь после губернатора».
Редактор IGN Джим Вейвода оценил фильм на 6 из 10 и написал: «Недостатки фильма очевидны, когда от кого-то требуется говорить или действовать. Возможно, это не причина, по которой большинство зрителей пойдут смотреть «Последнего героя», но это достаточно раздражает, чтобы испортить общее удовольствие от фильма. «Последний герой» — шаблонный боевик, но в нем все равно достаточно достойных автомобильных трюков, перестрелок и кулачных боев, чтобы поклонники Арнольда его посмотрели». 
Ричард Ропер из Chicago Sun-Times оценил фильм, поставив ему три звезды из четырех и заявив: «Если вы устали от жестоких фильмов и слишком измотаны реальными бойнями в новостях, чтобы наслаждаться кровавым празднеством с рейтингом R, в котором ряд убийств выполняется как намеренно смешные визуальные шутки, вам не стоит приближаться к этому фильму. Но если вы поклонник стильных, беспощадно громких перестрелок, не обращая внимания на сомнительные сюжетные повороты, это ваш билет в уикенд-эскапизм».